# Maadi (sítio arqueológico)
Maadi foi um sítio arqueológico do Calcolítico localizado próximo do Cairo, capital do Egito. Foi investigado entre 1930 e 1948, mas nenhuma sequência cronológica coerente foi definida. Desde meados da década de 1980, novas escavações foram feitas na porção oeste do sítio em resposta à progressiva destruição por ocupação moderna.

## Localização
Maadi está na margem oeste do Nilo, ao sul do Cairo, a 10 quilômetros ao norte de Omari num cume na entrada do Uádi Ti, o que coloca-a fora do alcance das zonas sujeitas às inundação do rio. Foi um dos maiores sítios escavados do Período Pré-Dinástico do Baixo Egito e dada sua localização teve relevância como comunidade agrícola, artesã e metalúrgica e ponto de ligação no comércio inter-regional entre o Alto Egito e o Oriente Próximo. A ecologia da zona onde o sítio está localizado é rica em fauna e flora oriunda da planície do rio e áreas extensas da hinterlândia desértica. Compreende uma área de 18 hectares e tinha uma população estimada de menos de 1 000 pessoas.

## Características
Data do começo do IV milênio a.C. e é contemporâneo a Nacada I-IIB. Foi escavado seletivamente. Sua organização mostra poucos sinais de planejamento urbano e não há indícios da separação de áreas às atividades específicas (econômica, ritual, residencial). Foi tido como os "restos de uma cidade em expansão"  e é formado por um sítio principal ligado a um cemitério e um sítio secundário ligado a outro cemitério. Possui cabanas ovais, estruturas em forma de ferradura, casas subterrâneas, estruturas retangulares (talvez currais), lareiras e silos (localizados nas bordas do assentamento). Os edifícios subterrâneos se assemelham aqueles da Cultura de Bersebá.
Ao possuir edifícios de estocagem bem desenvolvidos, propôs-se que era uma sociedade bem-organizada que baseou suas atividades em elaborado sistema de estocagem. Tijolos secos ao Sol e pedras com argamassa foram usadas para erigir os edifícios e a diversidade das formas das estruturas pode indicar diferenciação social; a tecnologia de tijolos pode ter sido inventada no Levante e foi importada ao Egito. Paliçadas e longas valas estreitas formavam parte das defesas da cidade, mas há evidência de que foi saqueada e queimada ao menos uma vez. Não há claros indícios de que Maadi desempenhou atividades metalúrgicas, mas dada sua posição pensa-se que fosse centro de importação, manufatura e disseminação de cobre e objetos de cobre. Buto, no delta, produziu abundante conjunto lítico e cerâmico comparável aos conjuntos de Maadi.
Em Buto, Maadi e Mendes foram achadas cerâmicas fibrosas atípicas. Nos estratos inferiores de Maadi, há betume que provavelmente era oriundo do mar Morto, na Palestina.
De seus restos faunísticos (7595 ao todo), 79,5% eram de animais domesticados, enquanto o restante eram de peixes (10,6%), moluscos (7,5%) e animais selvagens (2,4%). Comparando padrões de outros sítios e com base na análise osteológica dos ossos, concluiu-se que dos animais domésticos os suínos eram aqueles destinados ao consumo da carne, sendo abatidos com menos idade, enquanto os bovinos e ovi-caprinos produziam leite e lã. Dos ossos de animais domésticados (6 038 ao todo), 20,6% são suínos, 38,3 são bovinos e 41,1% são ovi-caprinos. Há alguns exemplos de figurinhas animais encontradas em Maadi, mas ao que parece são diferentes daquelas coetâneas do sul do Levante.

Vasos levantinos escavados em Maadi
Ossos de bagre num vaso de Maadi